# Цитадель (Київ)

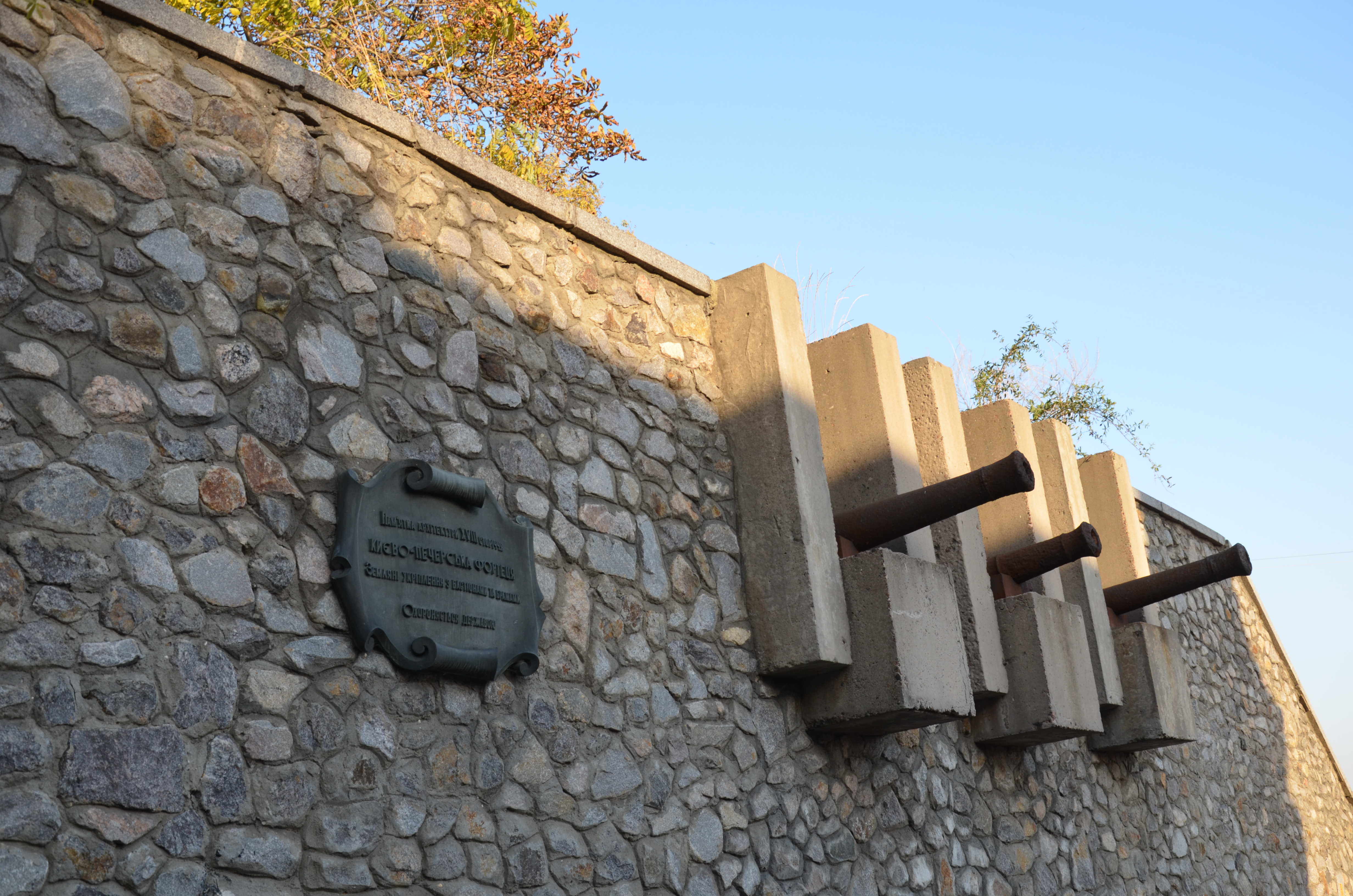
Пам'ятний знак на честь цитаделі

Стара́ Ки́єво-Пече́рська форте́ця — комплекс фортечних споруд збудованих у XVIII ст., цитадель Київської фортеці, належить до найцікавіших архітектурних пам'яток Києва. Споруджена в 1783–1803 роках, ця монументальна будівля зберігає всі ознаки тогочасного стилю — пізнього класицизму, з характерною для нього тенденцією до якнайлаконічніших архітектурних форм, її вирізняють гармонійна узгодженість елементів обсяговопросторової композиції, рівновага й величавість, суворість і простота. Будівля двоповерхова з підвалом. Прямокутна в плані з внутрішнім двором. Займає територію близько 20 га на високому правому березі Дніпра довкіл Національного заповідника «Києво-Печерська Лавра».

## Історія

### Козацька доба
Від Андрусівського перемир'я (1667) і до другого поділу Польщі (1793) Київ відігравав роль важливого стратегічного пункту на кордонах Російської держави, що сприяло розвиткові оборонного будівництва. Перша спроба використання під фортецю укріплень Печерського монастиря та навколишнього містечка (зображені на гравюрі 1638 Атанасія Кальнофойського) належить до 1679, коли в період війни з османською Туреччиною козацькі війська під проводом гетьмана І. Самойловича «місто Київ Печерський ровами й міцними валами обнесли та уфундовали». Ці укріплення у вигляді великого прямокутника з наріжними насипами для встановлення гармат — «роскатами» — зображені 1695 на плані полковника І. Ушакова. Керівниками цих робіт вважаються інженери М. фон Зален та П. Гордон.
Військове будівництво стурбувало тодішнього архімандрита Києво-Печерської лаври Інокентія Ґізеля, який 1676 року категорично відмовився ремонтувати укріплення на території Печерського містечка. За гетьманства Івана Мазепи навколо Верхньої лаври зведено оборонний мур з баштами та брамами, що став у нагоді під час вибору місця для спорудження за часів російсько-шведської війни нової фортеці, яка відповідала всім вимогам тогочасної фортифікаційної науки. Незважаючи на протести і скарги ченців, 15 серпня 1706 р. у присутності Петра І фортецю було закладено. Судячи з плану невідомого автора, фортеця була задумана у вигляді правильного дев'ятикутника з дев'ятьма бастіонами, равелінами та подвійними куртинами, оточеного сухим ровом і гласисом.
Підготовку фортеці до оборони було покладено на київського генерал-губернатора Д. Голіцина, в розпорядження якого направлялися «кондуктори інженерні». Українські козацькі полки і російські стрільці спішно насипали земляні вали, але роботи просувалися повільно через нестаток робочої сили та складний рельєф місцевості. Нагляд за будівництвом Печерської фортеці було доручено гетьману Івану Мазепі. Для надійності Петро І приставив до нього російського полковника Гейсена. Маючи на меті здобути незалежність для України, І. Мазепа прагнув зберегти у підлеглості якомога більше козаків. У листопаді 1707 р. гетьман нарешті домігся розпорядження Петра І відпустити козаків з будівництва. Під час спорудження фортеці використано західні та південні вали містечка 17 ст., тільки з півночі внаслідок включення Спаської церкви площу фортеці було розширено. Про це, зокрема, свідчить збереження місць розташування Московської (у XVII ст. — П'ятницької) та Васильківської брам. У 1708 р. фортеця була начорно побудована. З огляду на топографічні умови місцевості її оточив напівкруглий, розкритий до Дніпра земляний вал з дев'ятьма бастіонами. Було зведено також три дерев'яні в'їзні брами, обладнано три равеліни, у південному напрямку насипано вали т. зв. близького та дальнього ретраншементів тенального абрису. У 1711 р. київський генерал-губернатор переніс свою резиденцію зі Старокиївської до Печерської фортеці. Для забезпечення військ фуражем та харчуванням у ній було створено склад — «магазейн». Будівництво фортеці завдало великої шкоди населенню Печерського містечка, де жили міщани — піддані Лаври, їх виселили з цитаделі й влаштували там казарми. Внаслідок цього на території Печерського містечка було знищено 955 дворів. У цілому Печерська лавра віддала на будівництво фортеці 70 десятин землі. Мешканців містечка переселено в нову слободу, утворену в районі сучасних вулиць Князів Острозьких, Різницької, Рибальської, а жіночий Вознесенський монастир, де за ігуменю була мати І. Мазепи, 1712 р. закрито і переведено на Поділ, до Флорівського монастиря. Розташування у межах фортеці резиденції генерал-губернатора, будинку коменданта фортеці та інших установ у 18 ст. перетворює її на військово-адміністративний центр міста.
Після перемоги Петра І під Полтавою військово-політична ситуація на півдні імперії залишалася складною. Для виконання фортифікаційних робіт до Києва направлялися робітники та солдати. Так, у травні 1720 р. гетьман І. Скоропадський за наказом Петра І відправив 5 тис. козаків для оновлення Печерської фортеці. До 1720 р. роботи проводилися під наглядом генерал-майора фортифікації де Кулона, надалі — обер-коменданта бригадира Л. Штока. Останній 1723 р. склав план, на якому відображено тогочасний стан головного валу фортеці із завершеними бастіонами і куртинами північно-західного фронту та передовим укріпленням, висунутим у бік Наводницького яру (ближній та дальній ретраншементи), із насипаними у неповний профіль (без достатньої ширини валгангів та брустверів) бастіонами та куртинами південно-західного фронту, протрасованими редантними лініями укріплень вздовж берега Дніпра. На підставі матеріалів Л. Штока у тому ж році було затверджено проєкт Артилерійського присутствія, роботи за яким велися до кін. 1730-х рр. У цей час завершено будівництво бастіонів і напівбастіонів головного фортечного валу, північно-західний фронт якого посилювався подвійними куртинами, равелінами та гласисом із мінними галереями; із заходу на схилі Наводницького яру зведено чотирикутну батарею (пізніше перебудована), з'єднану з головним фортечним фронтом редантною лінією; вздовж берега Дніпра містилися окремі земляні реданти, доповнені дерев'яними палісадами.
У 1741–1755 рр. керівництво роботами здійснював Д. де Боскет. На той час припадає будівництво порохових льохів, казарм, кордегардій, заміна дерев'яних фортечних брам мурованими спорудами, влаштування підземних мінних галерей тощо. У 1746 р. датується підписаний Д. де Боскетом план із зазначеною «еспланадною лінією в 130 сажень», на якому вперше з'являються назви бастіонів Печерської фортеці. Найближчий до Дніпра північно-східний напівбастіон № 1 був названий Павлівським, № 2 — Спаським, № 3, 4, 5, 6, 7 — відповідно Петрівським, Успенським, Кавалерським, Андріївським, Олексіївським; напівбастіон № 8 — Семенівським, № 9 — Рождественським.
За затвердженим 17 липня 1763 р. штатом фортець Російської імперії у Печерській фортеці містилося 64 осадних та 60 польових гармат. У грудні 1768 у зв'язку з початком війни із Туреччиною затверджено план вдосконалення укріплень фортеці, підписаний генерал-фельдцехмейстером графом Г. Орловим, інженер-генерал-майором Р. Гербелем, інженер-генерал-майором Л. Голенищевим-Кутузовим та інженер-полковником А. Пурпурою. За цим проєктом будівництво здійснювалося до 1775 року: зведено зовнішній вал — контргард з південно-західного боку (від Кавалерського бастіону до ближнього ретраншементу), побудовано малі реданти та напівбастіон (Олександрівський) із східного боку, проведено поточні ремонти укріплень тощо. У 1766 р. затверджено пропозицію зі спорудження двох зовнішніх укріплень-люнетів попереду Андріївського та Олексіївського бастіонів, завершених будівництвом 1799 р. Велика увага приділялася підтриманню старих і будівництву нових мінних галерей і потерн для виходу з території фортеці до зовнішнього сухого рову.

### Подальша доля
Подальші роботи у XIX ст. здійснювалися силами Київської інженерної команди під керівництвом М. Мордвинова, Оверницького, Ертеля, М. Тучкова, І. Глухова. Напередодні війни з наполеонівською Францією, коли фортеця була доведена до бойового стану, її залога становила 20 тис. осіб, а озброєння — 333 гармати, що давало змогу витримати облогу протягом 8 місяців. Згодом Київ втрачає значення прикордонного пункту. В складеному 1816 р. документі «Судження про фортеці Російської держави» пропонувалося виключити місто із «штату фортець». З думкою військових царський уряд не порахувався: за прямою вказівкою Миколи І 1830 р. розпочато будівництво Головної Київської фортеці, в якій старим укріпленням XVIII ст. відведено роль цитаделі. Після перетворення Київської фортеці на фортецю-склад укріплення цитаделі поступово занепадають. Під час прокладання трамвайної колії (1905) розібрано північні Київські головну та равелінну брами; тоді саме розпочато забудову еспланади (Аносівський сквер, іподром).
У 1930-х рр. знесено відтинок західного валу з головною Васильківською брамою, будинок гауптвахти біля Київської брами. Після Другої світової війни на місці південно-західного зовнішнього валу — контргарду — розплановано вул. Панфіловців. 1978–1981 на місці дальнього та ближнього ретраншементів створено музейний та парковий комплекси, прокладено нові шляхи поруч з Московською брамою. Майже одночасно здійснено благоустрій південної та північної частин головного фортечного валу. Від оборонних споруд XVIII ст. збереглися: головний вал з бастіонами, два земляних люнети, верхня та нижня Московські брами, Васильківська брама, два порохових льохи. У 1979 р. земляні укріплення цитаделі з бастіонами визнано пам'яткою архітектури, а охоплена ними територія разом з Печерським монастирем віднесена до категорії заповідної. Фортеця є визначною пам'яткою військово-інженерного мистецтва.

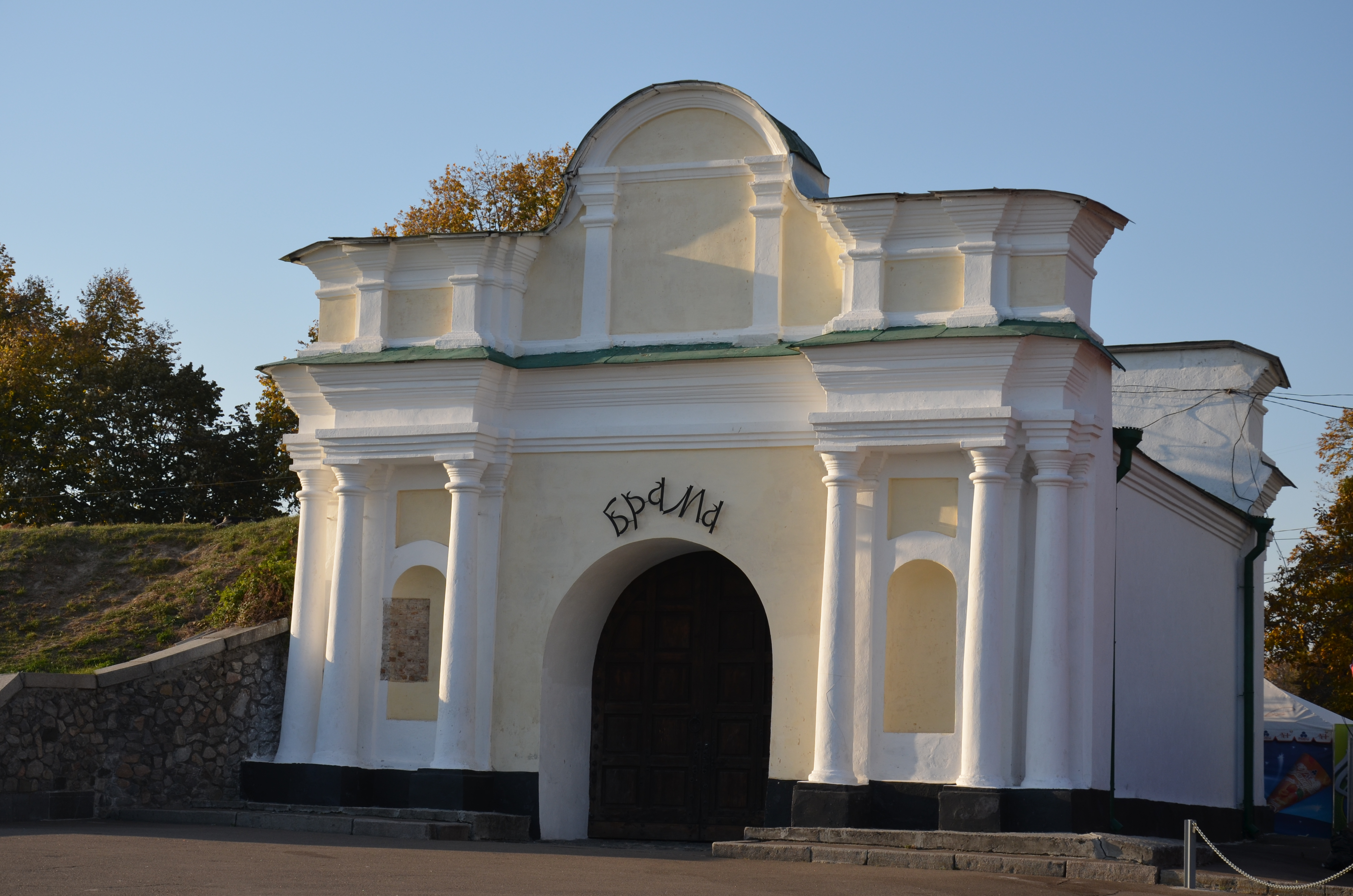
Верхня Московська брама
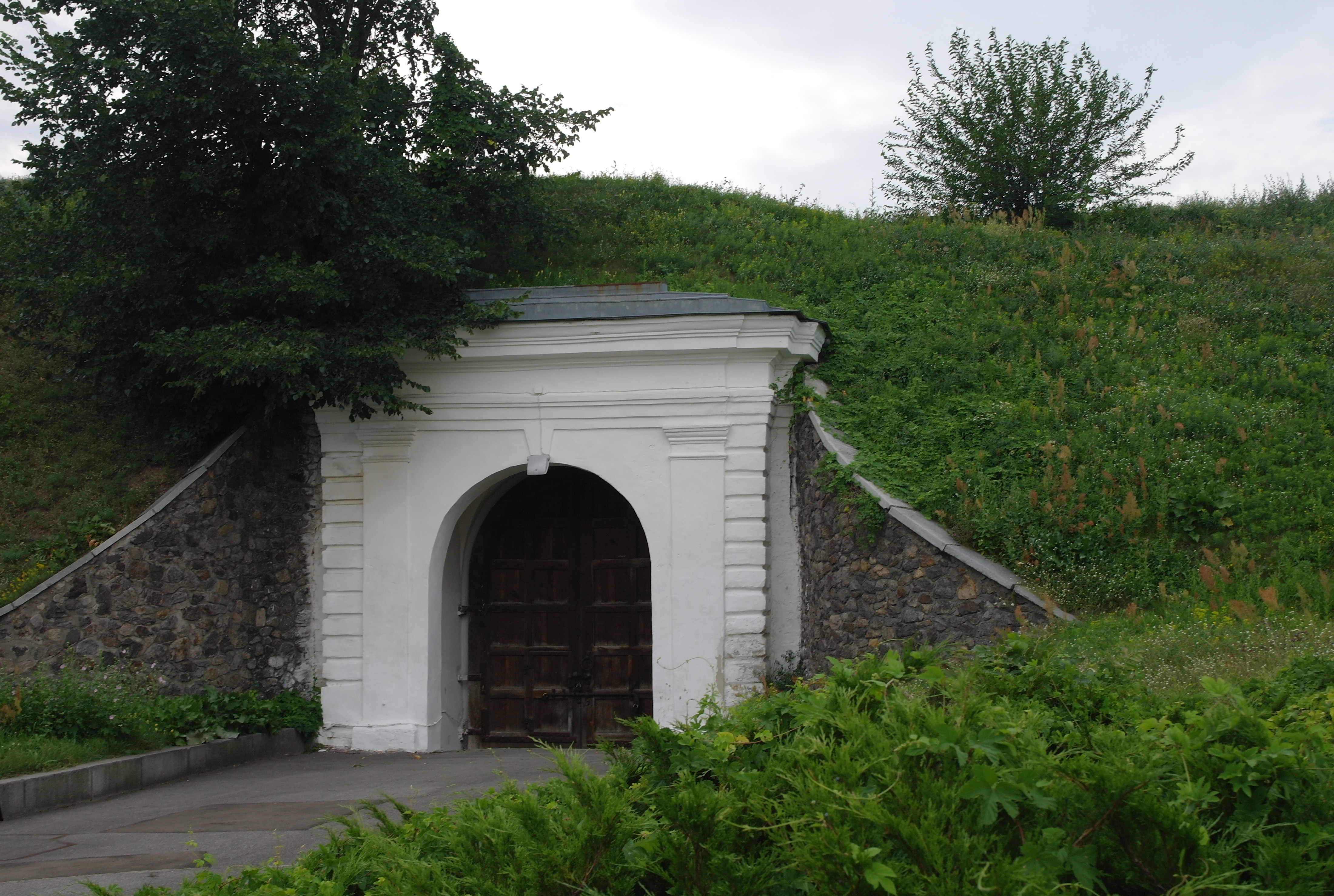
Нижня Московська брама
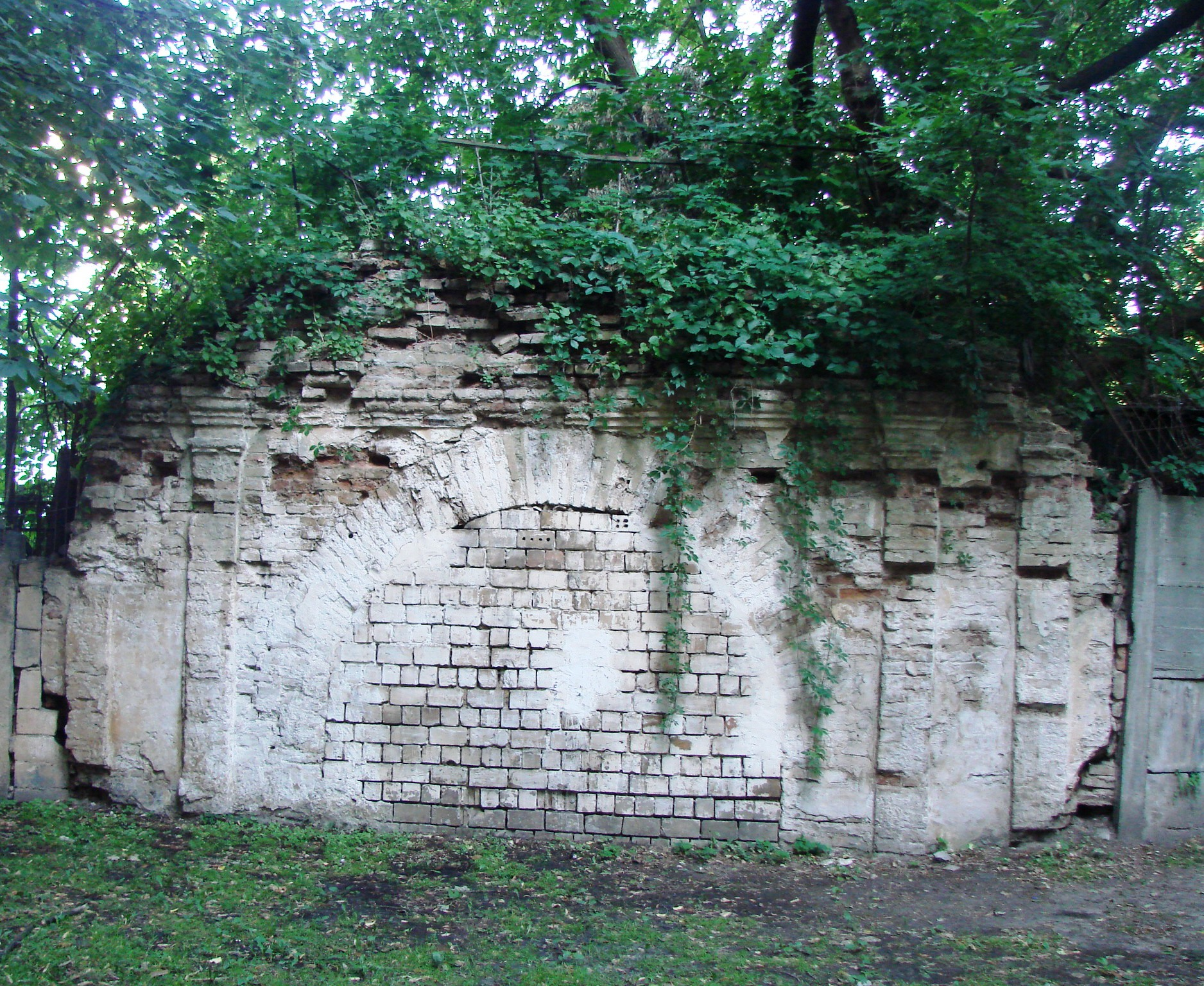
Залишки Васильківської брами
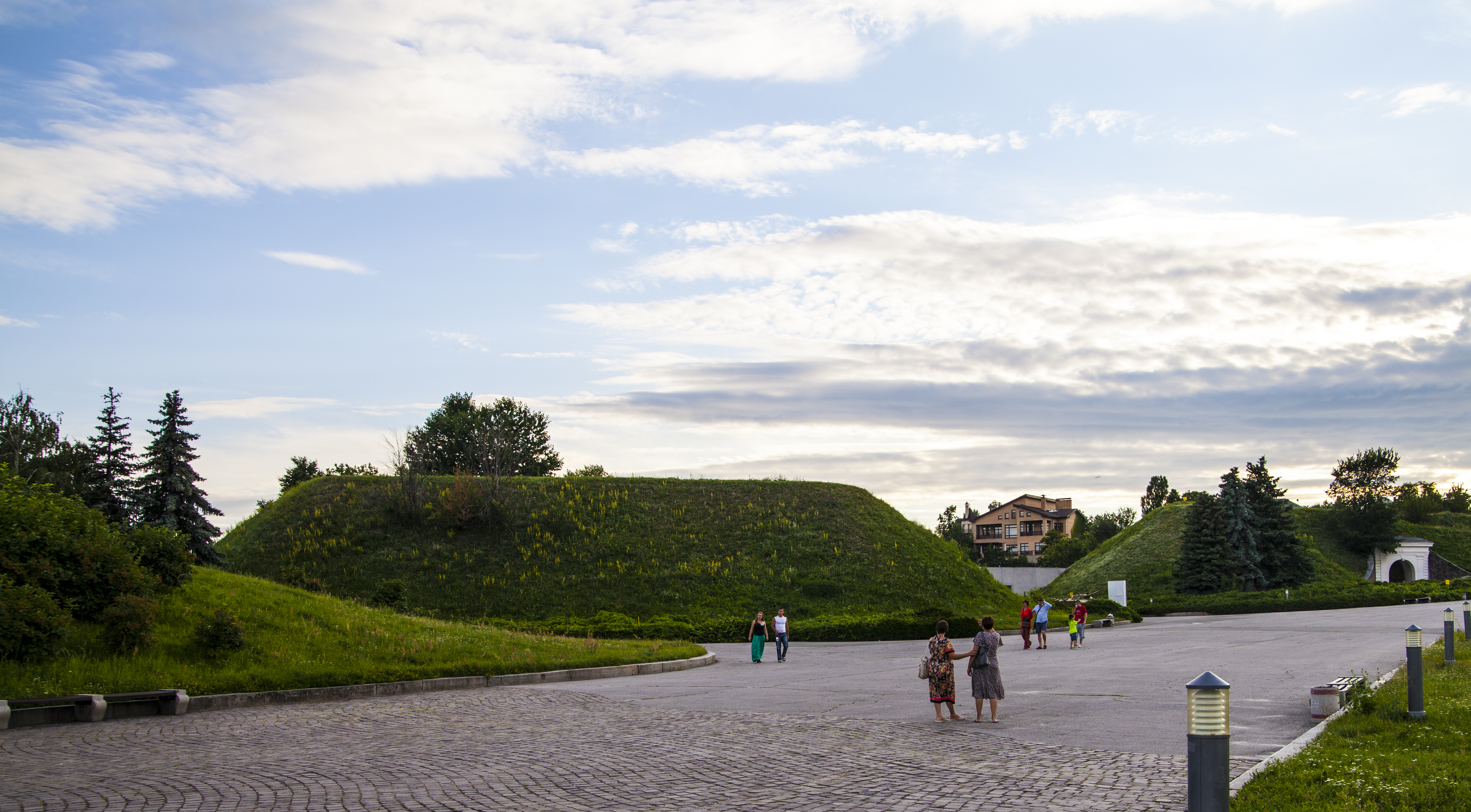
Редут Олексіївського бастіону
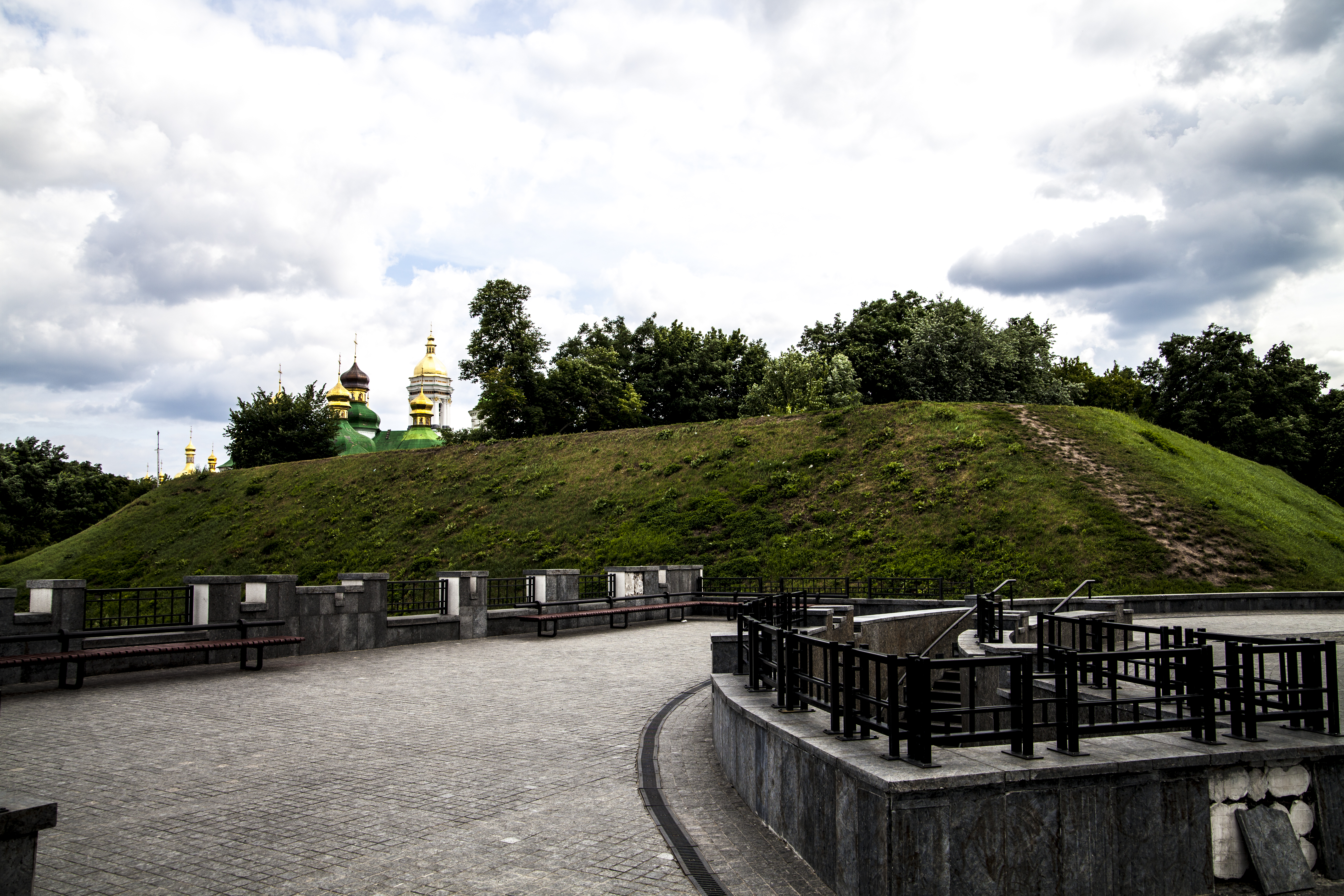
Спаський бастіон